# Poua de glaç del Vapor Vell
La Poua de glaç del Vapor Vell és una obra de Castellterçol (Moianès) inclosa a l'Inventari del Patrimoni Arquitectònic de Catalunya.

## Descripció
En aquesta poua destaca la cúpula nervada, és a dir, amb dos arcs construïts amb blocs de pedra tallats regularment que reforcen la cúpula feta de maçoneria com el resta de la poua. Els arcs són de mig punt i estan col·locats perpendicularment l'un amb l'altre. Les dues obertures que disposa són zenitals (estan col·locades a dalt de la cúpula en direcció vertical) malgrat que actualment no s'observen gaire bé perquè part de la cúpula està ensorrada.
Es tracta d'una poua de dimensions més reduïdes que les de les seves veïnes de "la font de la vinyota". Com a característiques pròpia destaca la cúpula nervada: és a dir, amb dos arcs construïts amb blocs de pedra tallats regularment que reforcen la cúpula feta de maçoneria amb la resta de la poua. Els arcs són de mig punt i estan col·locats perpendicularment l'un amb l'altre. El diàmetre de la poua és de 8,2 metres. I l'alçada total des del fons fins a la clau de la cúpula és de 7,86 metres. Les dues obertures de què disposa són zenitals (estan col·locades a dalt de la cúpula en direcció vertical). Malgrat que actualment no s'observen gaire bé perquè part de la cúpula està ensorrada.

## Història
Els pous de gel es construïren i obtingueren la seva major rendibilitat en el decurs dels segles XVII, XVIII i part del XIX quan la fabricació i comercialització del gel representava una bona font d'ingressos. No obstant, durant la primera meitat del segle XX alguns pous continuaren funcionant, malgrat que l'aparició del gel artificial amb l'arribada de l'electricitat i els transports moderns fessin desaparèixer aquest tipus d'indústria. Els últims pous en funcionament ja no comercialitzaven amb els hospitals, mercats,... de Barcelona, sinó que eren d'ús propi.
Les condicions necessàries per a la construcció d'un pou de glaç, són la proximitat a les vies de comunicació, amb llocs de consum no gaire allunyats i la seva instal·lació en llocs de fortes glaçades i bones aigües. El gel es recollia a l'hivern a les basses o rieres properes al pou. Es tallava en blocs i s'emmagatzemava per capes recobertes de palla, vegetació i gel trossejat dins les poues fins que a l'estiu, segons la demanda, s'anava extraient i transportant dins de sàrries també cobertes de palla i boll.